# نمشچو
نمشچو (به مجاری:  Nemescsó) یک شهرداری در مجارستان است که در ناحیه کوسگ واقع شده‌است. نمشچو ۷٫۳۸ کیلومتر مربع مساحت و ۳۲۴ نفر جمعیت دارد.